# Catedral de Nuestra Señora de las Victorias (Maseru)
La Catedral de Nuestra Señora de las Victorias o simplemente Catedral de Maseru (en inglés: Cathedral of Our Lady of Victories) es el nombre que recibe un edificio religioso que está afiliado a la iglesia católica y se encuentra en la ciudad de Maseru, capital del país africano de Lesoto.
El templo se rige por el rito romano o latino y funciona como la sede de la arquidiócesis de Maseru (Archidioecesis Maseruena) que fue elevada a su estatus actual en 1961 mediante la bula "Etsi priores" del papa Juan XXIII.
Esta bajo la responsabilidad pastoral del arzobispo Gerard Tlali Lerotholi y fue visitada por el Papa Juan Pablo II en su recorrido por varios países africanos en 1988.